# دوج مگنوم
دوج مگنوم (Dodge Magnum) خودرویی است که در سال‌های ۱۹۷۸ تا ۱۹۷۹۲۰۰۵–۲۰۰۸تولید شده‌است. است.